# Ruta 618 (Costa Rica)
La Ruta 618, oficialmente Ruta Nacional Terciaria 618, es una ruta nacional de Costa Rica ubicada en la provincia de Puntarenas.

## Descripción
En la provincia de Puntarenas, la ruta atraviesa el cantón de Quepos (el distrito de Quepos).
Es la principal ruta de acceso al Parque nacional Manuel Antonio.

## Historia
Esta ruta fue dañada severamente debido al Huracán Eta en noviembre de 2020.